# Communauté de communes Sausseron Impressionnistes
Die Communauté de communes Sausseron Impressionistes ist ein französischer Gemeindeverband mit der Rechtsform einer Communauté de communes im Département Val-d’Oise in der Region Île-de-France. Sie wurde am 24. Dezember 2002 gegründet und umfasst 15 Gemeinden. Der Verwaltungssitz befindet sich im Ort Vallangoujard.

## Historische Entwicklung
Im Zuge der Auflösung der Communauté de communes de la Vallée de l’Oise et des Impressionnistes per 1. Januar 2016 schlossen sich von dort die Gemeinden Auvers-sur-Oise, Butry-sur-Oise und Valmondois dem hiesigen Gemeindeverband an. Die Gemeinde Berville verließ den hiesigen Verband und wechselte zur Communauté de communes Vexin Centre.
Aus diesem Anlass änderte der bisher Communauté de communes de la Vallée du Sausseron genannte Verband seine Bezeichnung auf den neuen aktuellen Namen Communauté de communes Sausseron Impressionnistes.

## Mitgliedsgemeinden
| Gemeinde                                          | Einwohner 1. Januar 2022 | Fläche km² | Dichte Einw./km² | Code INSEE | Postleitzahl |
| ------------------------------------------------- | ------------------------ | ---------- | ---------------- | ---------- | ------------ |
| Arronville                                        | 619                      | 15,85      | 39               | 95023      | 95810        |
| Auvers-sur-Oise                                   | 6.820                    | 12,69      | 537              | 95039      | 95430        |
| Butry-sur-Oise                                    | 2.242                    | 2,60       | 862              | 95120      | 95430        |
| Ennery                                            | 2.313                    | 7,43       | 311              | 95211      | 95300        |
| Épiais-Rhus                                       | 607                      | 10,46      | 58               | 95213      | 95810        |
| Frouville                                         | 347                      | 7,60       | 46               | 95258      | 95690        |
| Génicourt                                         | 515                      | 6,44       | 80               | 95271      | 95650        |
| Hédouville                                        | 280                      | 5,28       | 53               | 95304      | 95690        |
| Hérouville-en-Vexin                               | 569                      | 8,42       | 68               | 95308      | 95300        |
| Labbeville                                        | 641                      | 8,07       | 79               | 95328      | 95690        |
| Livilliers                                        | 386                      | 6,53       | 59               | 95341      | 95300        |
| Menouville                                        | 62                       | 2,78       | 22               | 95387      | 95810        |
| Nesles-la-Vallée                                  | 1.823                    | 13,46      | 135              | 95446      | 95690        |
| Vallangoujard                                     | 616                      | 7,60       | 81               | 95627      | 95810        |
| Valmondois                                        | 1.209                    | 4,59       | 263              | 95628      | 95760        |
| Communauté de communes Sausseron Impressionnistes | 19.049                   | 119,80     | 159              | –          | –            |